# Valhalla Landhockey Club
Valhalla Landhockey Club är en landhockey- och indoorhockeyklubb från Göteborg.

## Historia
Under åren har klubben vunnit ett 40-tal SM-tecken på alla nivåer, herrar, damer, herr- och damjuniorer. 
Idag är det damerna som är det mest framgångsrika laget i klubben och har tagit alla SM-guld indoor från 2004 till 2009.
Både dam- och herrlaget har deltagit i flera internationella turneringar samt i Europacupen och Cupvinnarcupen, den största framgången där är herrarnas femteplatsen i Europacupens A-division Indoor 2003.
Klubben har också många landslagsspelare i både landhockey och indoorhockey.
Indoorhockeyverksamheten bedrivs i Valhalla Sporthall i centrala Göteborg.
Säsongen 2024/25 vann Valhallas herrlag guld i Svenska mästerskapet efter finalen mot Roslagen i Stockholm i mars 2025 med slutresultatet 5-2.